# Liste der Biografien/Murm
Liste der Biografien |
Portal Biografien |
Personensuche
# |
A |
B |
C |
D |
E |
F |
G |
H |
I |
J |
K |
L |
M |
N |
O |
P |
Q |
R |
S |
T |
U |
V |
W |
X |
Y |
Z |
?
 
Ma |
Mb |
Mc |
Md |
Me |
Mf |
Mg |
Mh |
Mi |
Mj |
Mk |
Ml |
Mm |
Mn |
Mo |
Mp |
Mq |
Mr |
Ms |
Mt |
Mu |
Mv |
Mw |
Mx |
My |
Mz
 
Mua |
Mub |
Muc |
Mud |
Mue |
Muf |
Mug |
Muh |
Mui |
Muj |
Muk |
Mul |
Mum |
Mun |
Muo |
Mup |
Muq |
Mur |
Mus |
Mut |
Muu |
Muv |
Muw |
Mux |
Muy |
Muz
 
Mura |
Murb |
Murc |
Murd |
Mure |
Murf |
Murg |
Murh |
Muri |
Murj |
Murk |
Murl |
Murm |
Murn |
Muro |
Murp |
Murr |
Murs |
Murt |
Muru |
Murv |
Murw |
Mury |
Murz
Die Liste der Biografien führt alle Personen auf, die in der deutschsprachigen Wikipedia einen Artikel haben. Dieses ist eine Teilliste mit 23 Einträgen von Personen, deren Namen mit den Buchstaben „Murm“ beginnt.

## Murm

### Murma
- Murmann, Amelie (* 1991), deutsche Jugendbuchautorin
- Murmann, Dieter (1934–2021), deutscher Unternehmer und Politiker (CDU)
- Mürmann, Franz (1912–1991), deutscher Archivar, Pädagoge und Kommunalpolitiker
- Murmann, Günther (1954–2005), deutscher Automobilrennfahrer
- Murmann, Heinz (1928–2007), deutscher Journalist
- Murmann, József Árpád (1889–1943), ungarischer Maler und Bildhauer
- Murmann, Katia (* 1980), schweizerisch-deutsche Journalistin
- Murmann, Klaus (1932–2014), deutscher Unternehmer und Präsident der Bundesvereinigung der Deutschen Arbeitgeberverbände
- Murmann, Matthias (* 1984), deutscher Fernsehproduzent
- Murmann, Philipp (* 1964), deutscher Unternehmer und Politiker (CDU), MdB
- Murmann, Rudi (* 1947), deutscher Fußballspieler und -trainer
- Murmann, Sven (* 1967), deutscher Verleger
- Murmann, Ulrike (* 1961), deutsche Theologin und Pastorin
- Murmann, Uwe (* 1963), deutscher Jurist und Hochschullehrer
- Mürmann, Wolfgang (1944–2018), deutscher Liedtexter, Komponist, Autor und Musikproduzent

### Murme
- Murmellius, Johannes († 1517), Pädagoge, Philologe, Dichter und Humanist
- Murmelstein, Benjamin (1905–1989), österreichischer Rabbiner und letzter Judenältester des Ghettos Theresienstadt
- Murmester, Hinrich († 1481), deutscher Jurist, Politiker und Bürgermeister von Hamburg

### Murmo
- Murmokaitė, Raimonda (* 1959), litauische Diplomatin

### Murmu
- Murmu, Chami (* 1971), indische Naturschützerin und Umweltaktivistin
- Murmu, Draupadi (* 1958), indische Politikerin, Staatspräsidentin von Indien, ehemalige Gouverneurin von JharkhandDraupadi Murmu (* 1958)

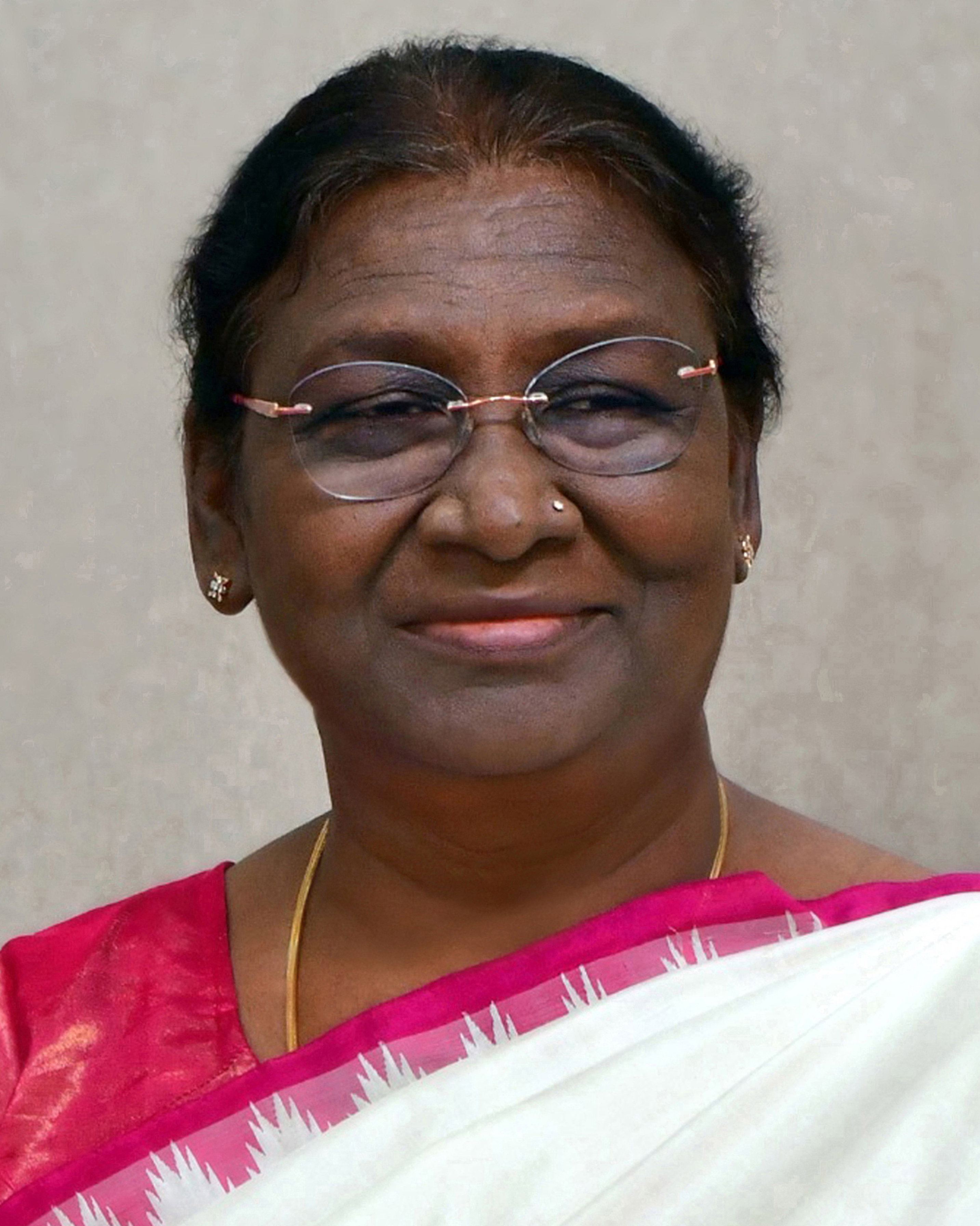
Draupadi Murmu (* 1958)

- Murmu, Jauna (* 1990), indische Hürdenläuferin
- Murmu, Raghunath (1905–1982), indischer Schriftentwickler, Erfinder der Schrift Ol Chiki